# Dendrobium alexandrae
Dendrobium alexandrae är en orkidéart som beskrevs av Rudolf Schlechter. Dendrobium alexandrae ingår i släktet Dendrobium, och familjen orkidéer.
Artens utbredningsområde är Papua Nya Guinea. Inga underarter finns listade i Catalogue of Life.